# Deutsche Tischtennis-Meisterschaft 1991
Die 59. nationale Deutsche Tischtennis-Meisterschaft fand  vom 8. bis 10. März 1991 in Bayreuth in der Oberfrankenhalle statt. Es waren die ersten gesamtdeutschen Meisterschaften nach 1954.
Mit Ausnahme des Mixed sahen alle Disziplinen die gleichen Sieger wie im Vorjahr: Zum vierten Mal in Folge wurde Jörg Roßkopf Meister sowohl im Einzel als auch im Doppel mit Steffen Fetzner. Auch Nicole Struse siegte zum dritten Mal in Folge im Einzel. Dem Damendoppel Jin-Sook Cords/Cornelia Faltermaier gelang ebenfalls die Titelverteidigung. Das Mixed sah mit Andreas Fejer-Konnerth/Olga Nemes neue Sieger. Steffen Fetzner und Olga Nemes verloren wie im Vorjahr das Endspiel im Einzel.
Roland Krmaschek, Dietmar Palmi, Gaby Sippel, Bettina Westphal,  Barbara Puschmann, Andrea Stich, Melanie Jost, Bianca Bauer und Ralf Schreiner standen zum ersten Mal auf den Siegertreppchen. Bis auf eine Ausnahme schieden alle ostdeutschen Teilnehmer bereits in der ersten Runde aus.
Es fehlte Georg Böhm wegen einer Verletzung.
| Platz | Herreneinzel    | Dameneinzel        | Herrendoppel                     | Damendoppel                         | Mixed                               |
| ----- | --------------- | ------------------ | -------------------------------- | ----------------------------------- | ----------------------------------- |
| 1     | Jörg Roßkopf    | Nicole Struse      | Jörg Roßkopf/Steffen Fetzner     | Jin-Sook Cords/Cornelia Faltermaier | Andreas Fejer-Konnerth/Olga Nemes   |
| 2     | Steffen Fetzner | Olga Nemes         | Roland Krmaschek/Dietmar Palmi   | Katja Nolten/Gaby Sippel            | Michael Krumtünger/Bettina Westphal |
| 3     | Andras Podpinka | Christiane Praedel | Peter Franz/Torben Wosik         | Barbara Puschmann/Elke Schall       | Oliver Alke/Cornelia Faltermaier    |
| 3     | Heiko Wirkner   | Andrea Stich       | Michael Krumtünger/Heiko Wirkner | Melanie Jost/Bianca Bauer           | Ralf Schreiner/Christina Fischer    |

In den Einzelwettbewerben wurden drei Gewinnsätze ausgespielt, in den Doppelwettbewerben dagegen nur zwei Gewinnsätze.

## Wissenswertes
- Wegen einer vereinsinternen Sperre bei der Spvg Steinhagen war es bis zuletzt ungewiss, ob Nicole Struse teilnehmen durfte.[1]
- Cornelia Faltermaier schied bereits in der ersten Runde gegen Katja Röhre (Hessen Kassel) überraschend aus.